# Магнолія віргінська
Магнолія віргінська (лат. Magnolia virginiana) — вид квіткових рослин родини магнолієві (Magnoliaceae). Перша Магнолія, яка була науково описана відповідно до сучасних правил ботанічної номенклатури та є типовим видом родини.[відсутнє в джерелі].

## Опис
Вічнозелене або листопадне дерево до 30 м заввишки (в культурі зазвичай значно менше). Листопадність залежить від клімату: в умовах м'яких зим віргінська магнолія є вічнозеленою, в той час як в помірному кліматі — частково вічнозеленою або листопадною. Листя почергове, просте, 6–12 см завдовжки і 3–5 см завширшки. Кора гладка, сіра, з слабким запахом, що нагадує аромат лаврового листа. Даний вид — перша магнолія, яку було науково описано згідно сучасних правил ботанічної класифікації.

### Квітка
Квітки великі, кремово-білі, оцвітина 8-14 см у діамерті, проста, має 6-15 пелюсток. Тичинки й маточки у великій кількості розташовані на опуклому, конічному квітколожі по спіралі. Квіти мають сильний приємний запах, що нагадує запах ванілі. Влітку в тиху погоду запах може відчуватися на відстані кількох десятків метрів.

### Плід
Плід — багатолистянка 3–5 см завдовжки, рожевувато-червоний в достиглому стані. Ззовні плід нагадує шишку голонасінних. Він складається з багатьох листянок, що геміциклічно розміщуються на квітколожі. Окремі плодики розкриваються по черевному шві — місцю зростання країв плодолистків. У кожній листянці розвиваються одна-дві насінини, що прикріплюються по краю черевного шва. Зріле насіння яскраво-червоного кольору. Після дозрівання плоди розкриваються і насінини звисають на довгих ниточках-виростах шва. Деякі види птахів споживають насіння і поширюють його з послідом.

## Поширення
У природі рослина трапляється на південному сході США від штату Нью-Йорк до Флориди. Дерево полюбляє вологі місцини, росте на низинах.

## Культивування
Через великі ароматні квіти і декоративне листя віргінську магнолію часто використовують в озелененні. В Україні даний вид росте в колекції ботанічного саду ім.академіка Фоміна в Києві.
Віргінська магнолія була успішно гібридизована з багатьма видами роду Магнолія, включаючи M. globosa, M. grandiflora, M. insignis, M. macrophylla, M. obovata, M. sieboldii, M. tripetala. Деякі з цих гібридів отримали власні назви сортів і набули поширення в культурі. Популярний сорт магнолії "Меріленд" ("Maryland"), який можна зустріти в продажу як культивар магнолії великоквіткової, насправді є міжвидовим гібридом віргінської і великоквіткової магнолій.

## Фотогалерея

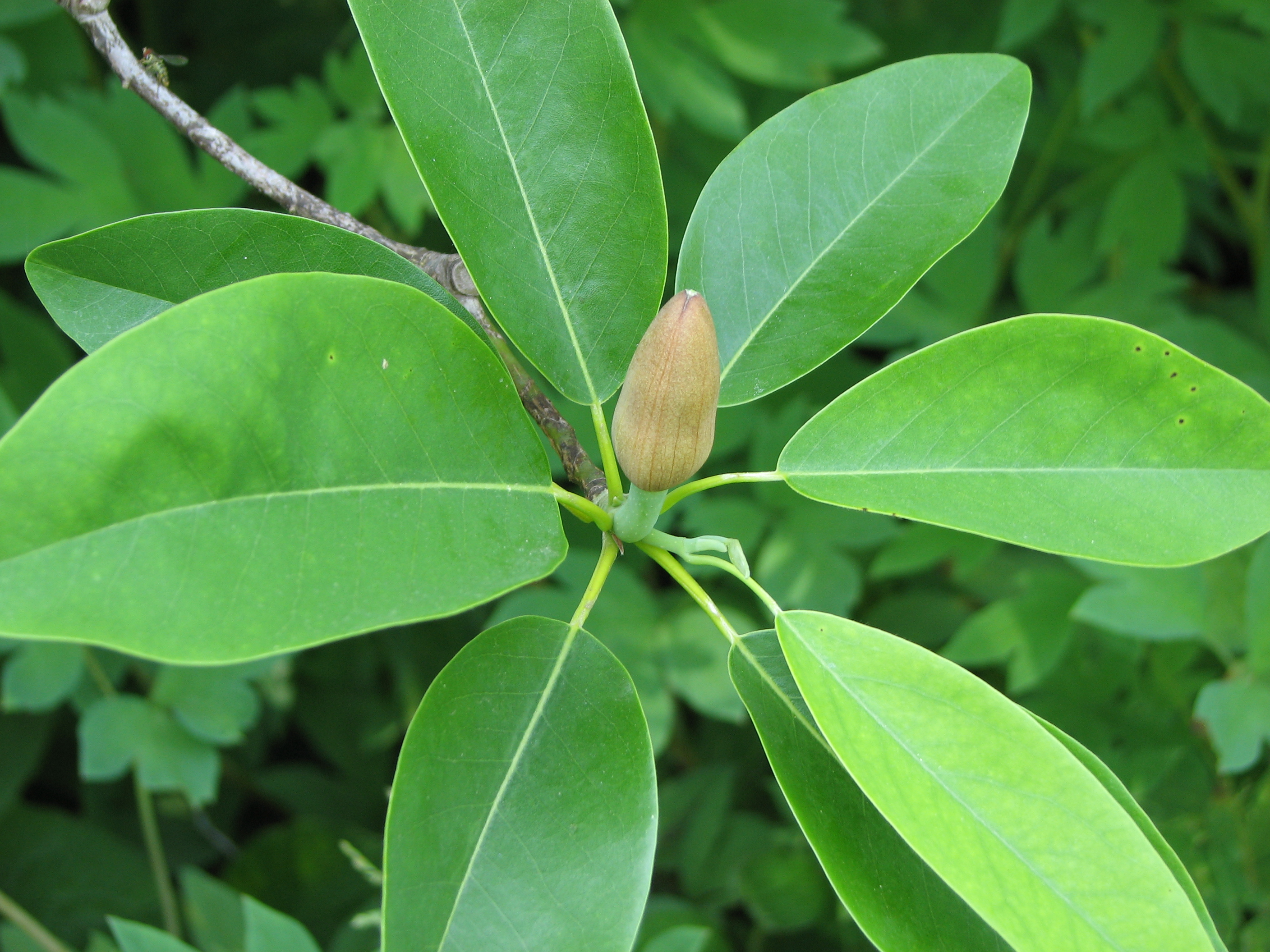
Нерозкрита квіткова брунька
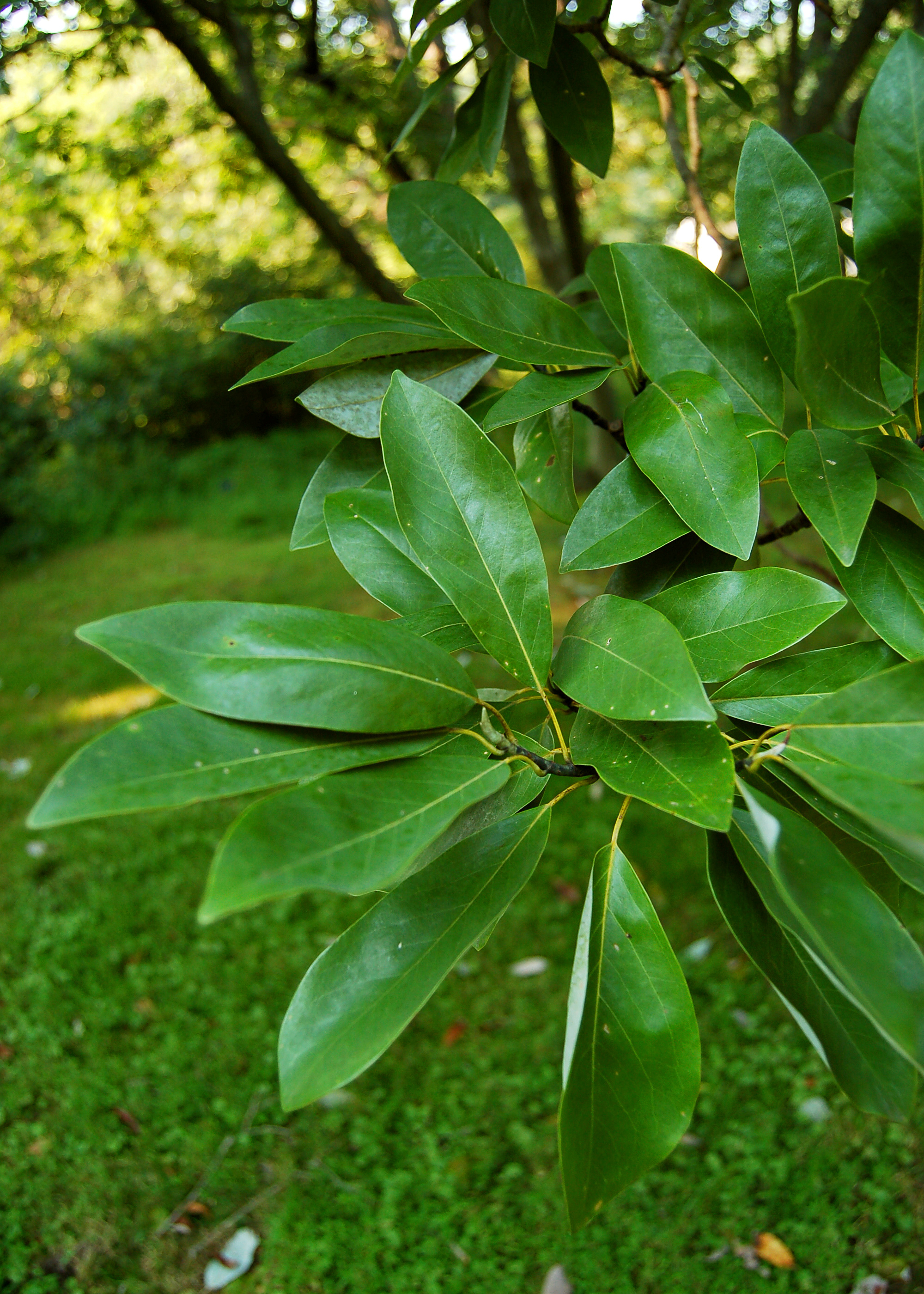
Листя
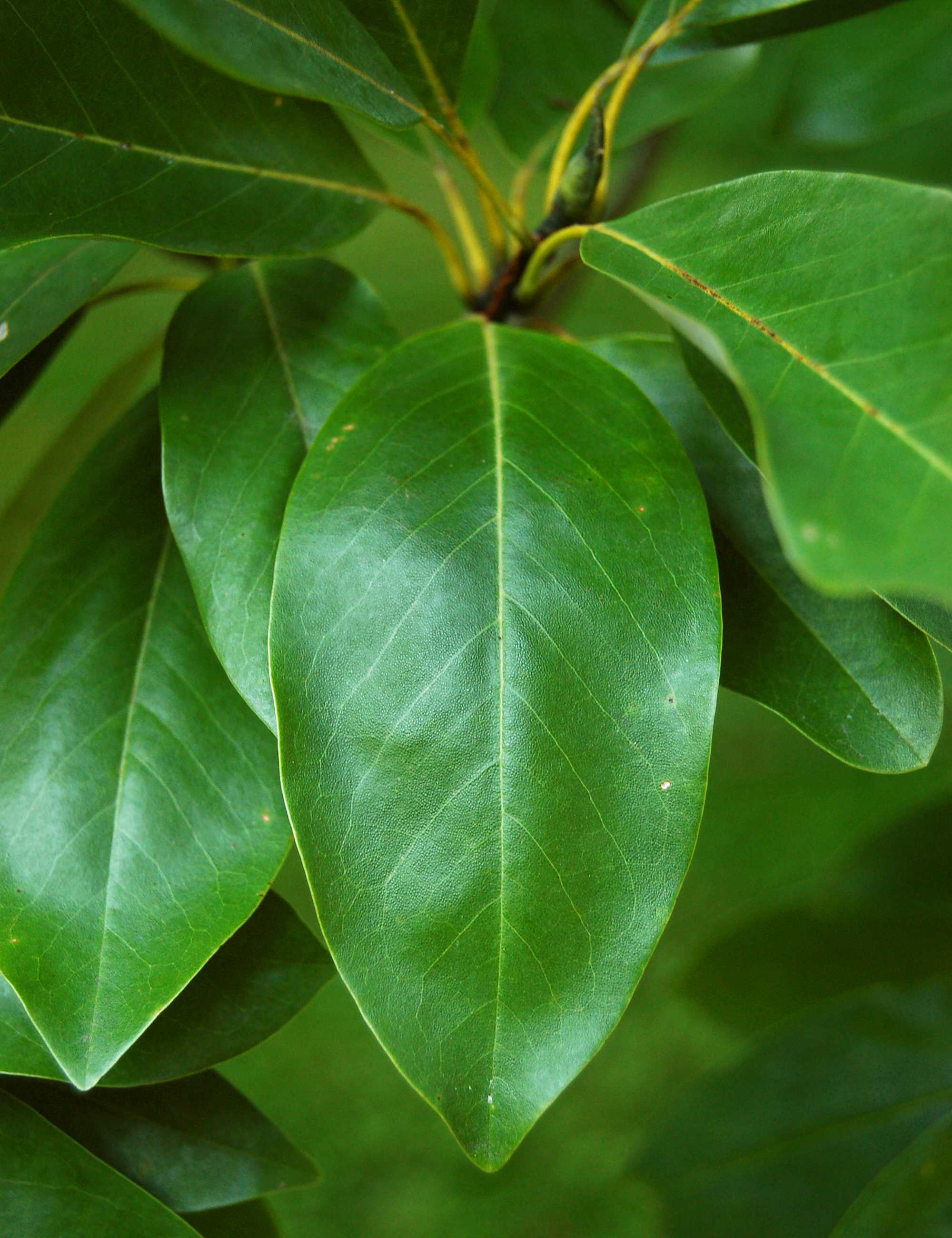
Лист зблизька
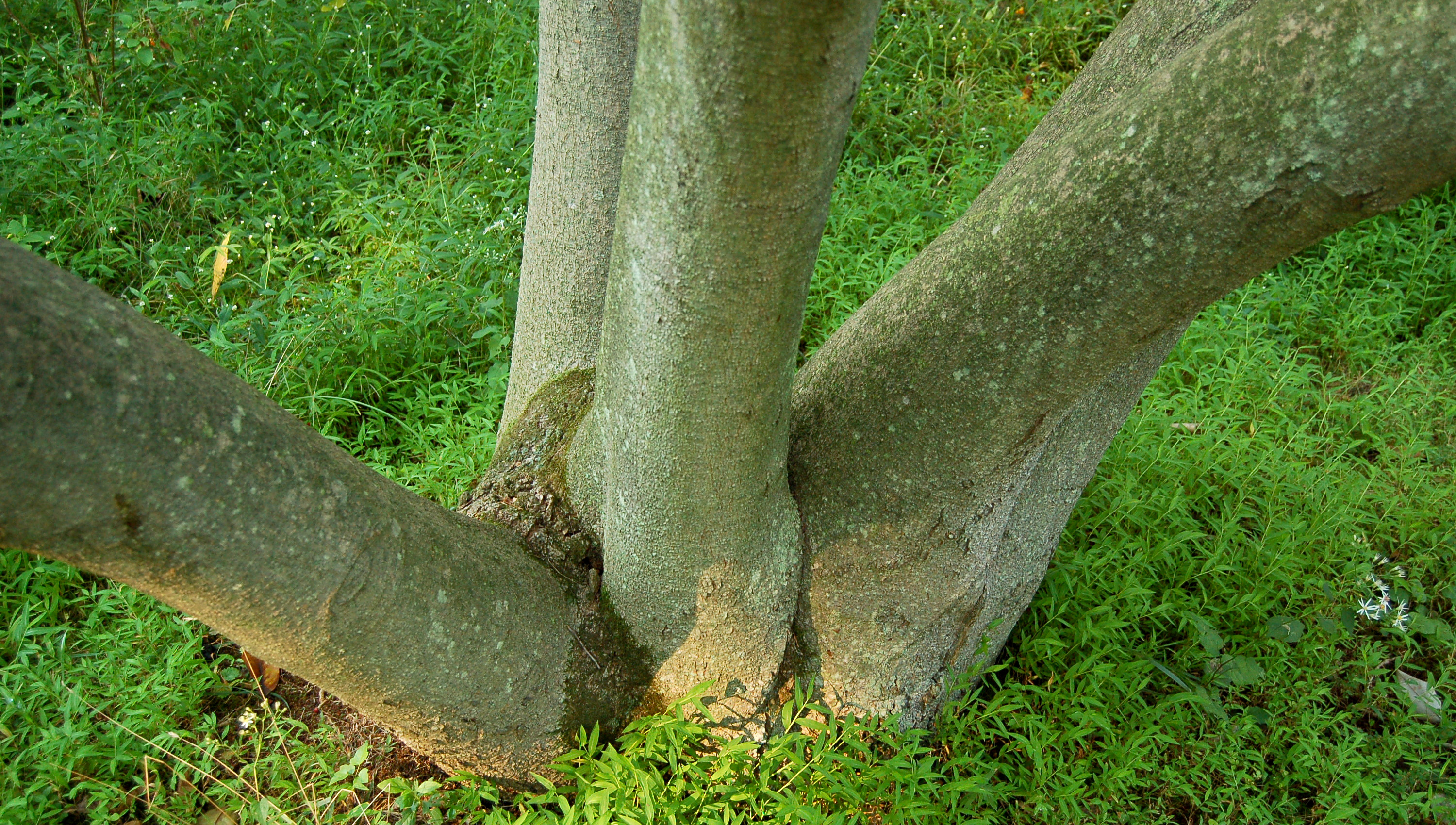
Підніжжя стовбура
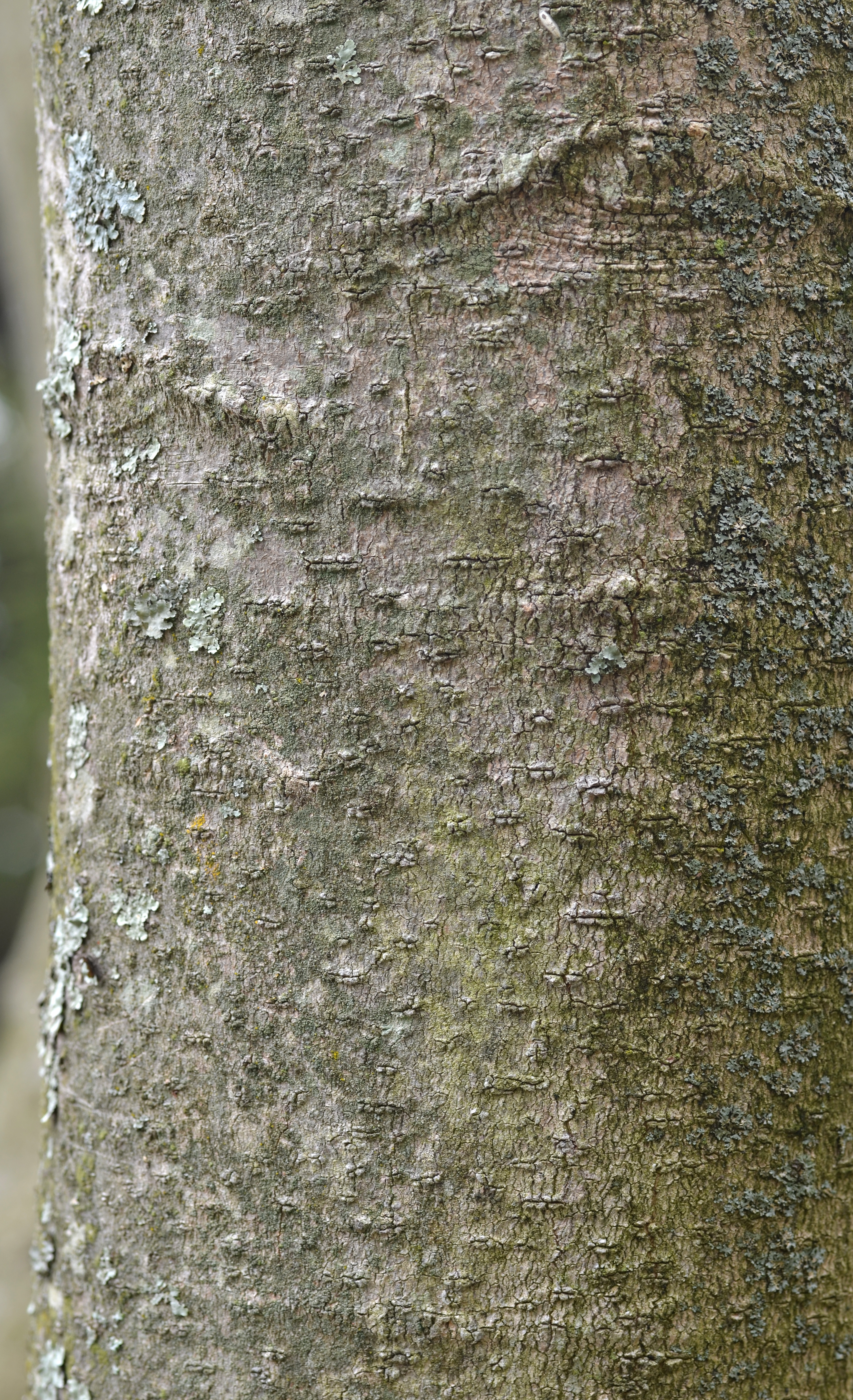
Кора віргінської магнолії
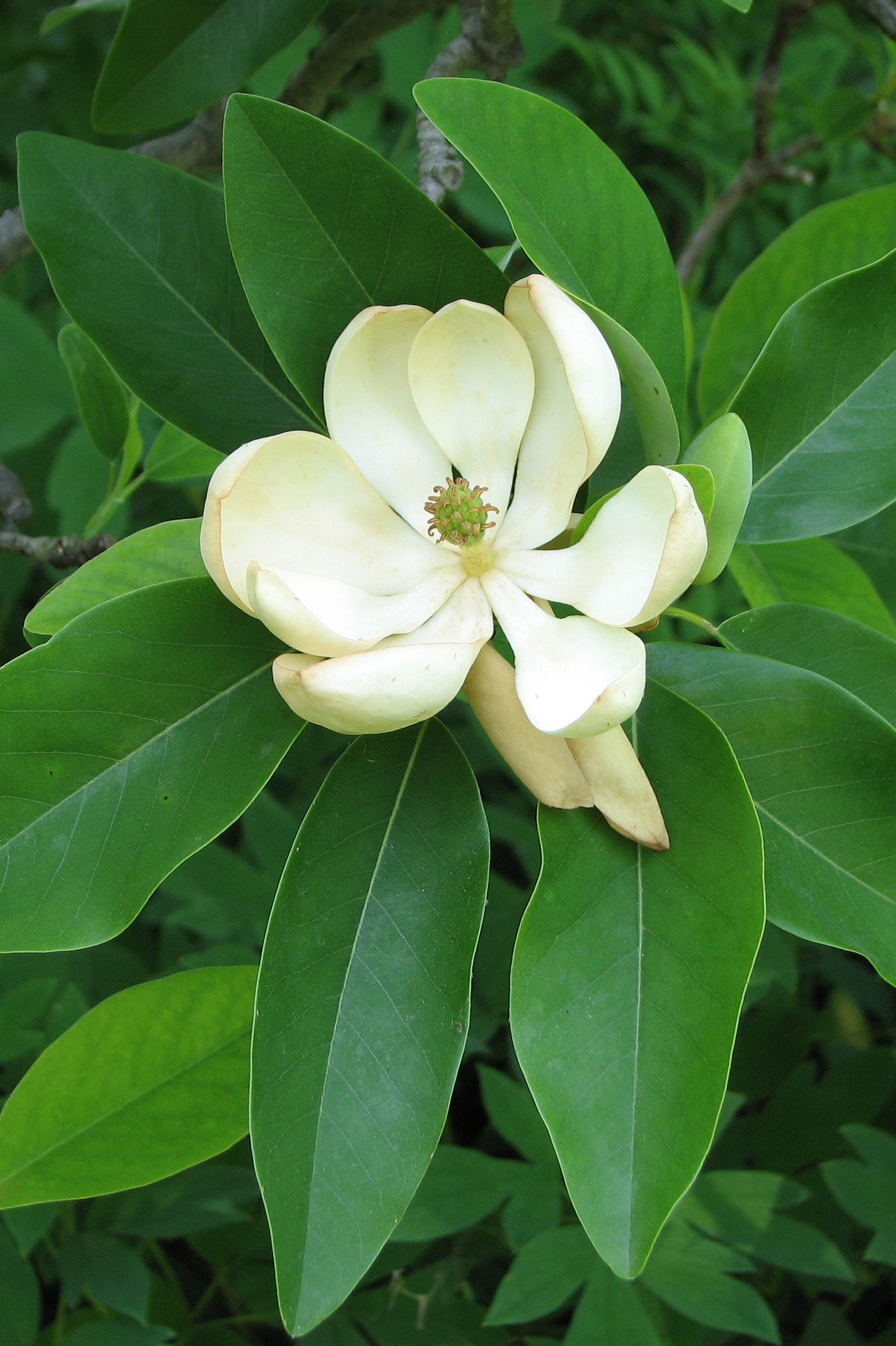
Квітка
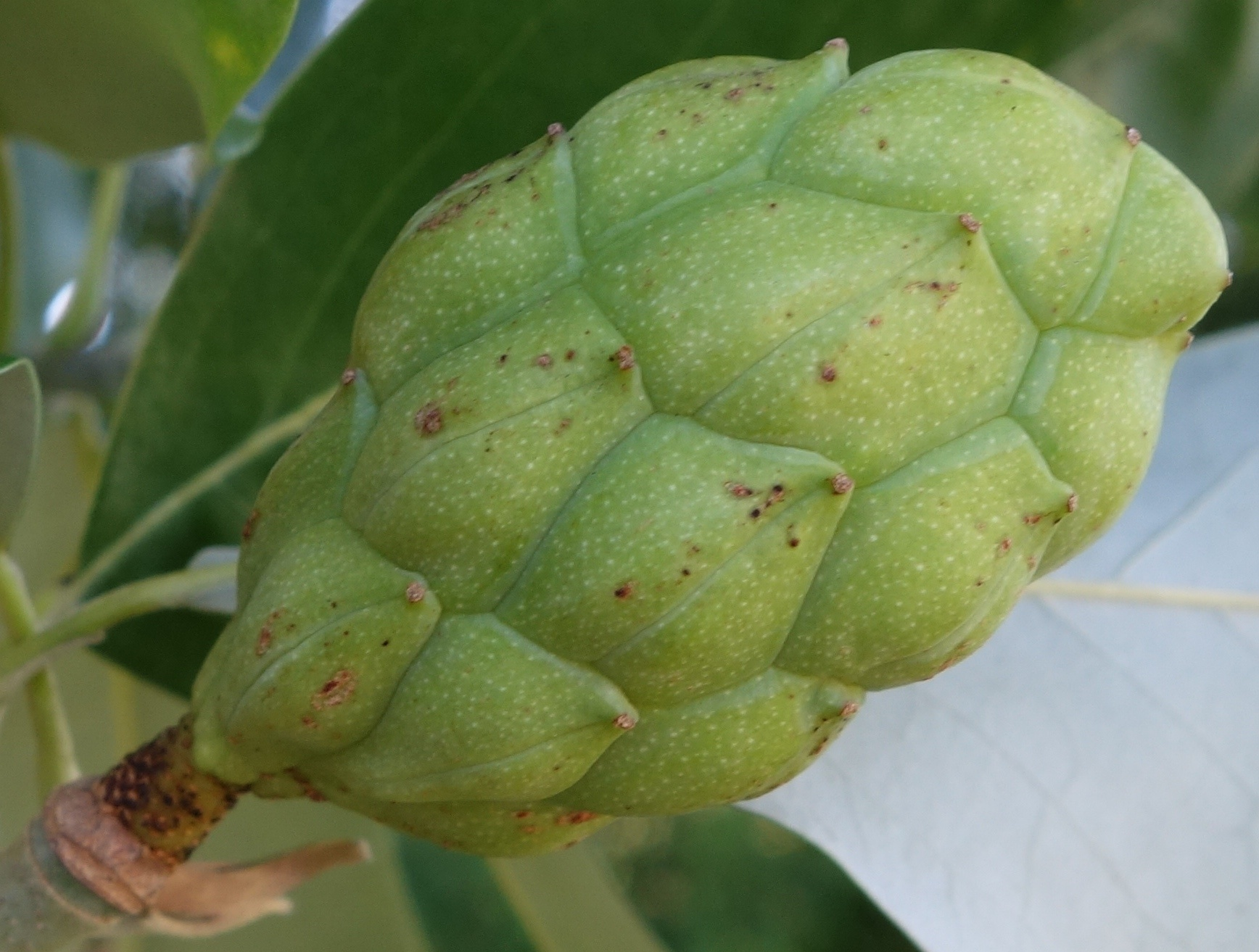
Недозрілий плід
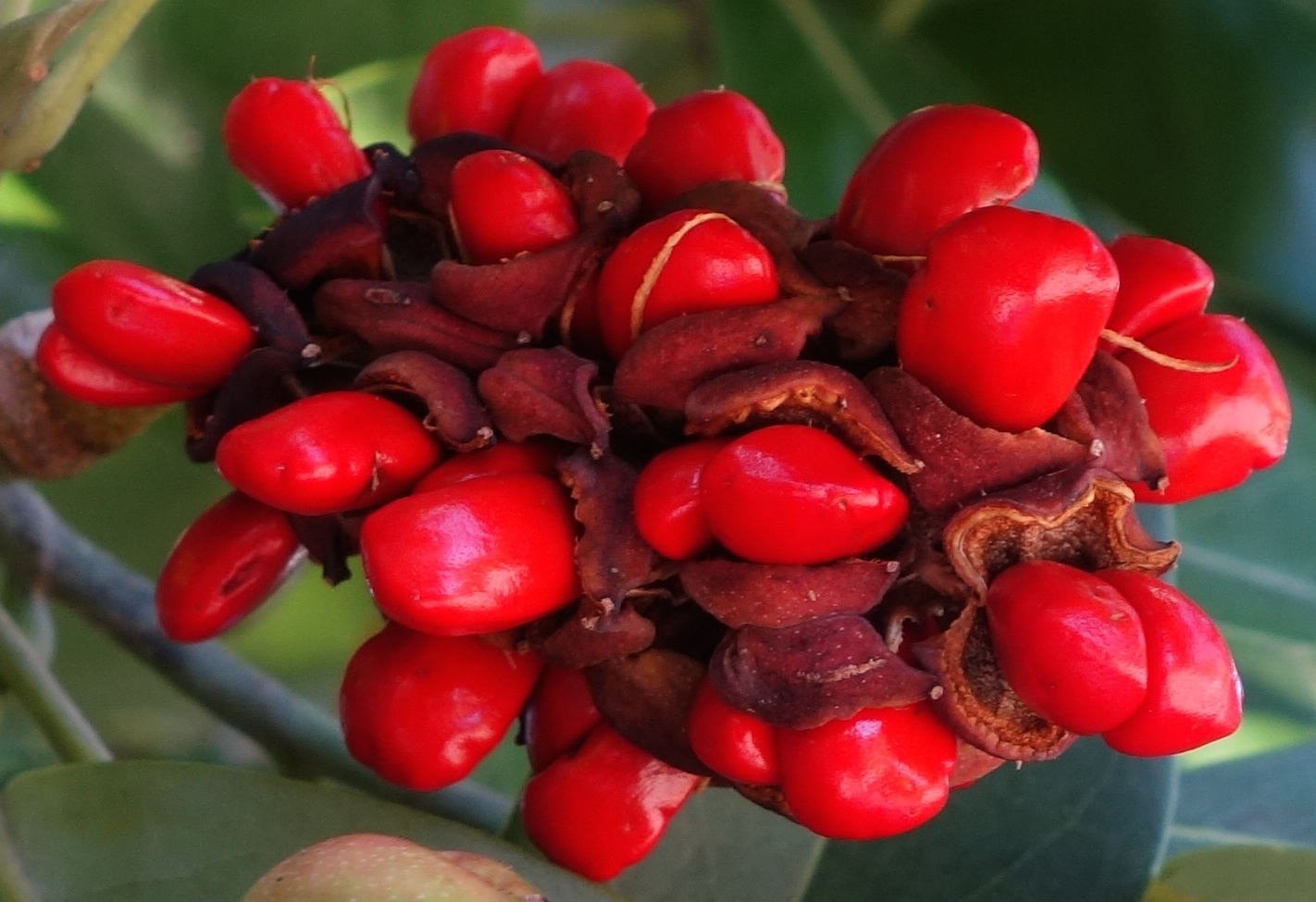
Стиглий плід
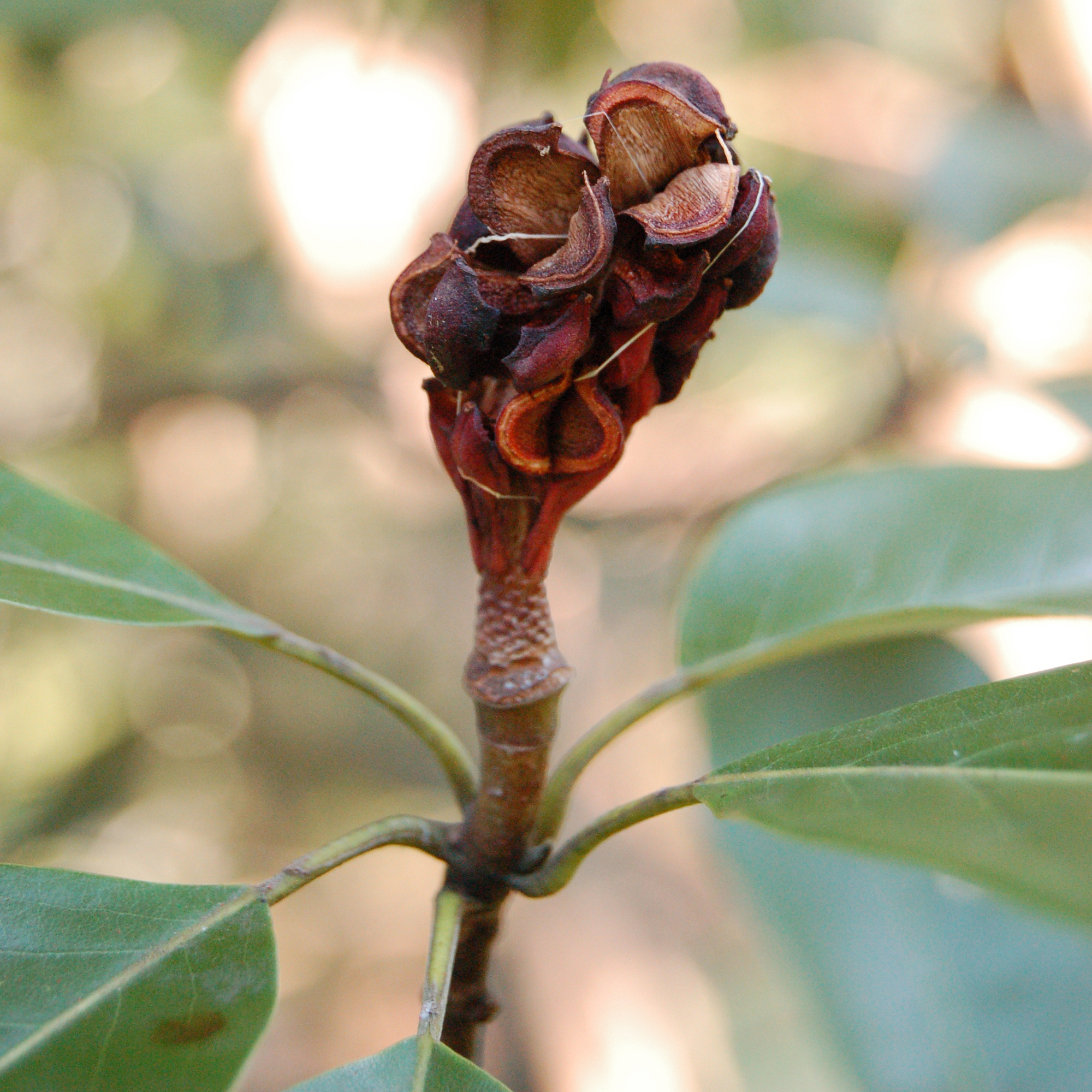
Висохлий порожній плід